# Koszykarskie Nagrody Eurocup
Koszykarskie Nagrody Eurocup – lista nagród przyznawanych corocznie podczas Eurocup, profesjonalnych, klubowych rozgrywek koszykarskich, reprezentujących drugą klasę rozgrywkową w Europie.

## MVP Finałów Eurocup
Nagroda przyznawana od sezonu 2002-03.
| Sezon   | MVP Finałów           | Zespół               | Przyp. |
| ------- | --------------------- | -------------------- | ------ |
| 2002–03 | Dejan Tomašević       | Walencja             |        |
| 2003–04 | Kelly McCarty         | Hapoel Jerozolima    |        |
| 2004–05 | Robertas Javtokas     | Lietuvos Rytas Wilno |        |
| 2005–06 | Ruben Douglas         | Dinamo Moskwa        |        |
| 2006–07 | Charles Smith         | Real Madryt          |        |
| 2007–08 | Rudy Fernández        | Joventut Badalona    |        |
| 2008–09 | Marijonas Petravičius | Lietuvos Rytas Wilno |        |
| 2009–10 | Matt Nielsen          | Walencja             | [ 1 ]  |
| 2010–11 | Marko Popović         | Uniks Kazań          | [ 2 ]  |
| 2011–12 | Zoran Planinić        | Chimki Moskwa        | [ 3 ]  |
| 2012–13 | Richard Hendrix       | Lokomotiw Kubań      |        |
| 2013–14 | Justin Doellman       | Walencja             | [ 4 ]  |
| 2014–15 | Tyrese Rice           | Chimki Moskwa        | [ 5 ]  |
| 2015–16 | Stéphane Lasme        | Galatasaray SK       | [ 6 ]  |
| 2016–17 | Alberto Díaz          | Unicaja              | [ 7 ]  |
| 2017–18 | Scottie Wilbekin      | Darüşşafaka          | [ 8 ]  |
| 2018–19 | Will Thomas           | Walencja Basket      |        |

## MVP sezonu Eurocup
Przyznawana od sezonu 2008-09.
| Sezon   | MVP              | Zespół               | Przyp. |
| ------- | ---------------- | -------------------- | ------ |
| 2008–09 | Chuck Eidson     | Lietuvos Rytas Wilno |        |
| 2009–10 | Marko Banić      | Bilbao               | [ 9 ]  |
| 2010–11 | Dontaye Draper   | Cedevita Zagrzeb     | [ 10 ] |
| 2011–12 | Patrick Beverley | Spartak Petersburg   | [ 11 ] |
| 2012–13 | Nick Calathes    | Lokomotiw Kubań      | [ 12 ] |
| 2013–14 | Andrew Goudelock | Uniks Kazań          | [ 13 ] |
| 2014–15 | Tyrese Rice      | Chimki Moskwa        | [ 14 ] |
| 2015–16 | Errick McCollum  | Galatasaray Odeabank | [ 15 ] |
| 2016–17 | Aleksiej Szwied  | Chimki Moskwa        | [ 16 ] |
| 2017–18 | Scottie Wilbekin | Darüşşafaka          | [ 17 ] |
| 2018–19 | Luke Sikma       | Alba Berlin          |        |

## Wschodząca Gwiazda Eurocup
Nagroda przyznawana od sezonu 2008-09.
| Sezon   | Wschodząca Gwiazda | Zespół               | Przyp. |
| ------- | ------------------ | -------------------- | ------ |
| 2008–09 | Milan Mačvan       | Hemofarm Vršac       |        |
| 2009–10 | Víctor Claver      | Walencja             | [ 18 ] |
| 2010–11 | Donatas Motiejūnas | Benetton Treviso     | [ 19 ] |
| 2011–12 | Jonas Valančiūnas  | Lietuvos Rytas Wilno | [ 20 ] |
| 2012–13 | Bojan Dubljević    | Walencja             | [ 21 ] |
| 2013–14 | Bojan Dubljević    | Walencja             | [ 22 ] |
| 2014–15 | Kristaps Porziņģis | Sevilla              | [ 23 ] |
| 2015–16 | Mateusz Ponitka    | Stelmet Zielona Góra | [ 24 ] |
| 2016–17 | Rolands Šmits      | Montakit Fuenlabrada | [ 25 ] |
| 2017–18 | Džanan Musa        | Cedevita Zagrzeb     | [ 26 ] |
| 2018–19 | Martynas Echodas   | Lietuvos Rytas Wilno |        |

## Trener Roku Eurocup
Przyznawana od sezonu 2008-09.
| Sezon   | Trener                  | Zespół                  | Przyp. |
| ------- | ----------------------- | ----------------------- | ------ |
| 2008–09 | Oktay Mahmuti           | Treviso                 |        |
| 2009–10 | Ilias Zouros            | Panellinios             | [ 27 ] |
| 2010–11 | Aleksandar Petrović     | Cedevita Zagrzeb        | [ 28 ] |
| 2011–12 | Jure Zdovc              | Spartak Petersburg      | [ 29 ] |
| 2012–13 | Fotios Katsikaris       | Bilbao                  | [ 30 ] |
| 2013–14 | Andrea Trinchieri       | Uniks Kazań             | [ 31 ] |
| 2014–15 | Aíto García Reneses     | Gran Canaria            | [ 32 ] |
| 2015–16 | Maurizio Buscaglia      | Dolomiti Energia Trento | [ 33 ] |
| 2016–17 | Pedro Martínez          | Valencia BC             | [ 34 ] |
| 2017–18 | Saša Obradović          | Lokomotiw Kubań         | [ 35 ] |
| 2018–19 | Aíto García Reneses (2) | Alba Berlin             |        |

## Składy najlepszych zawodników Eurocup
Do All-Eurocup Team zaczęto wybierać po zakończeniu sezonu 2008-09.
| Sezon   | Przyp.        | Poz.                | All-I skład Eurocup  | All-I skład Eurocup   | II skład All-Eurocup  | II skład All-Eurocup   |
| Sezon   | Przyp.        | Poz.                | Zawodnik             | Klub                  | Zawodnik              | Klub                   |
| ------- | ------------- | ------------------- | -------------------- | --------------------- | --------------------- | ---------------------- |
| 2008–09 |               | G                   | Chuck Eidson         | Lietuvos Rytas Wilno  | Khalid El-Amin        | Türk Telekom Ankara    |
| 2008–09 | G             | Kelly McCarty       | Chimki Moskwa        | Gary Neal             | Treviso               |                        |
| 2008–09 | F             | Boštjan Nachbar     | Dinamo Moskwa        | Travis Hansen         | Dinamo Moskwa         |                        |
| 2008–09 | F             | Marko Banić         | Bilbao               | Matt Nielsen          | Walencja              |                        |
| 2008–09 | C             | Todor Gečevski      | Zadar                | Sandro Nicević        | Treviso               |                        |
| 2009–10 | [ 36 ]        | G                   | Nando De Colo        | Walencja              | Arthur Lee            | ČEZ Nymburk            |
| 2009–10 | [ 36 ]        | G                   | Immanuel McElroy     | Alba Berlin           | Kostas Charalambidis  | Panellinios            |
| 2009–10 | [ 36 ]        | F                   | Devin Smith          | Panellinios           | Dijon Thompson        | Hapoel Jerozolima      |
| 2009–10 | [ 36 ]        | F                   | Marko Banić (2)      | Bilbao                | James Augustine       | Gran Canaria           |
| 2009–10 | [ 36 ]        | C                   | Matt Nielsen (2)     | Walencja              | Blagota Sekulić       | Alba Berlin            |
| 2010–11 | [ 37 ]        | G                   | Dontaye Draper       | Cedevita Zagrzeb      | Bracey Wright         | Cedevita Zagrzeb       |
| 2010–11 | [ 37 ]        | G                   | Terrell Lyday        | Uniks Kazań           | Dwayne Anderson       | Göttingen              |
| 2010–11 | [ 37 ]        | F                   | Devin Smith (2)      | Treviso               | Kelly McCarty (2)     | Uniks Kazań            |
| 2010–11 | [ 37 ]        | F                   | Tariq Kirksay        | Sevilla               | Nik Caner-Medley      | Estudiantes            |
| 2010–11 | [ 37 ]        | C                   | Maciej Lampe         | Uniks Kazań           | Paul Davis            | Sevilla                |
| 2011–12 | [ 38 ] [ 39 ] | G                   | Patrick Beverley     | Spartak Petersburg    | Jotam Halperin        | Spartak Petersburg     |
| 2011–12 | [ 38 ] [ 39 ] | G                   | Renaldas Seibutis    | Lietuvos Rytas Wilno  | Ramel Curry           | Donieck                |
| 2011–12 | [ 38 ] [ 39 ] | F                   | Zoran Planinić       | Chimki Moskwa         | Pavel Pumprla         | ČEZ Nymburk            |
| 2011–12 | [ 38 ] [ 39 ] | F                   | Nik Caner-Medley (2) | Walencja              | Jeremiah Massey       | Lokomotiw Kubań        |
| 2011–12 | [ 38 ] [ 39 ] | C                   | Jonas Valančiūnas    | Lietuvos Rytas Wilno  | Bojan Dubljević       | Budućnost              |
| 2012–13 | [ 40 ]        | G                   | Malcolm Delaney      | Budiwelnyk Kijów      | Walter Hodge          | Zielona Góra           |
| 2012–13 | [ 40 ]        | G                   | Nick Calathes        | Lokomotiw Kubań       | Chuck Eidson (2)      | Uniks Kazań            |
| 2012–13 | [ 40 ]        | F                   | Kostas Vasileiadis   | Bilbao                | Derrick Brown         | Lokomotiw Kubań        |
| 2012–13 | [ 40 ]        | F                   | Justin Doellman      | Walencja              | Lamont Hamilton       | Bilbao                 |
| 2012–13 | [ 40 ]        | C                   | John Bryant          | Ratiopharm Ulm        | Lukas Mawrokiefalidis | Spartak Petersburg     |
| 2013–14 | [ 41 ]        | G                   | DeMarcus Nelson      | Crvena Zvezda         | Jotam Halperin (2)    | Hapoel Jerozolima      |
| 2013–14 | [ 41 ]        | G                   | Andrew Goudelock     | Uniks Kazań           | Reggie Redding        | Alba Berlin            |
| 2013–14 | [ 41 ]        | F                   | Dijon Thompson       | Niżny Nowogród        | Caleb Green           | Dinamo Sassari         |
| 2013–14 | [ 41 ]        | F                   | Justin Doellman (2)  | Walencja              | Dariusz Ławrynowicz   | Budiwelnyk Kijów       |
| 2013–14 | [ 41 ]        | C                   | Vladimir Golubović   | TED Ankara Kolejliler | Bojan Dubljević (2)   | Walencja               |
| 2014–15 |               | G                   | Tyrese Rice          | Chimki Moskwa         | Bobby Dixon           | Pınar Karşıyaka        |
| 2014–15 | G             | Petteri Koponen     | Chimki Moskwa        | Keith Langford        | Uniks Kazań           |                        |
| 2014–15 | F             | Sammy Mejía         | Banvit               | Kyle Kuric            | Gran Canaria          |                        |
| 2014–15 | F             | Derrick Brown (2)   | Lokomotiw Kubań      | Anthony Randolph      | Lokomotiw Kubań       |                        |
| 2014–15 | C             | Walter Tavares      | Gran Canaria         | Sharrod Ford          | Paris-Levallois       |                        |
| 2015–16 | [ 42 ]        | G                   | Errick McCollum      | Galatasaray           | Kevin Pangos          | Gran Canaria           |
| 2015–16 | [ 42 ]        | G                   | Mardy Collins        | Strasbourg            | Victor Rudd           | Niżny Nowogród         |
| 2015–16 | [ 42 ]        | F                   | Vladimir Micov       | Galatasaray           | Mateusz Ponitka       | Zielona Góra           |
| 2015–16 | [ 42 ]        | F                   | Davide Pascolo       | Aquila Trento         | Julian Wright         | Aquila Trento          |
| 2015–16 | [ 42 ]        | C                   | Alen Omić            | Gran Canaria          | Stéphane Lasme        | Galatasaray            |
| 2016–17 | [ 43 ] [ 44 ] | G                   | Curtis Jerrells      | Hapoel Jerozolima     | Kyle Fogg             | Unicaja Málaga         |
| 2016–17 | [ 43 ] [ 44 ] | G                   | Mardy Collins (2)    | Lokomotiw Kubań       | Kyle Kuric (2)        | Gran Canaria           |
| 2016–17 | [ 43 ] [ 44 ] | F                   | Aleksiej Szwied      | Chimki                | Fernando San Emeterio | Valencia               |
| 2016–17 | [ 43 ] [ 44 ] | F                   | Bojan Dubljević (3)  | Valencia              | Maxi Kleber           | Bayern Monachim        |
| 2016–17 | [ 43 ] [ 44 ] | C                   | Dejan Musli          | Unicaja Málaga        | Amar’e Stoudemire     | Hapoel Jerozolima      |
| 2017–18 | [ 45 ] [ 46 ] | G                   | Quino Colom          | Uniks Kazań           | Nikola Ivanović       | Budućnost              |
| 2017–18 | [ 45 ] [ 46 ] | G                   | Scottie Wilbekin     | Darüşşafaka           | Kyle Kuric (3)        | Zenit Sankt Petersburg |
| 2017–18 | [ 45 ] [ 46 ] | F                   | Amedeo Della Valle   | Reggiana              | Dmitrij Kułagin       | Lokomotiw Kubań        |
| 2017–18 | [ 45 ] [ 46 ] | F                   | Ryan Broekhoff       | Lokomotiw Kubań       | JaJuan Johnson        | Darüşşafaka            |
| 2017–18 | [ 45 ] [ 46 ] | C                   | Devin Booker         | Bayern Monachium      | Ondřej Balvín         | Gran Canaria           |
| 2018–19 |               | G                   | Andrew Albicy        | MoraBanc Andorra      | Pierria Henry         | Uniks Kazań            |
| 2018–19 | G             | Errick McCollum (2) | Uniks Kazań          | Sam Van Rossom        | Walencja              |                        |
| 2018–19 | F             | Rokas Giedraitis    | Alba Berlin          | Dylan Ennis           | MoraBanc Andorra      |                        |
| 2018–19 | F             | Luke Sikma          | Alba Berlin          | Mathias Lessort       | Unicaja Málaga        |                        |
| 2018–19 | C             | Bojan Dubljević (4) | Valencia             | Miro Bilan            | ASVEL Villeurbanne    |                        |